# سجود

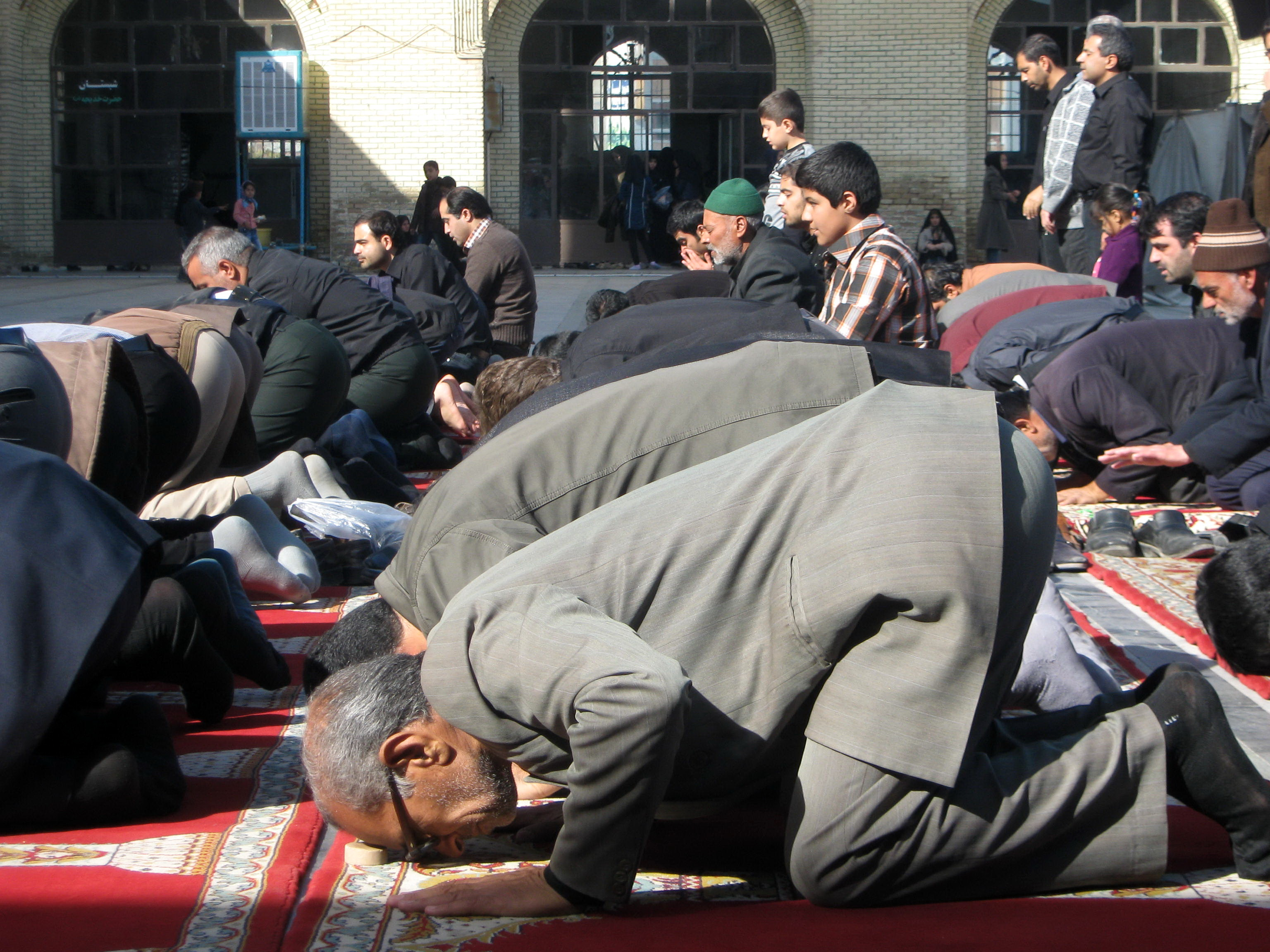
رجل ساجد في الجامع الكبير نيسابور

السّجود في اللغة هو التذلل والخضوع وهو بوضع الجبهة على الأرض، وقد يكون أيضاً بالإيماء بالعين أو أن يطأطأ الرأس لمن لا يستطيع أن يضع جبهته على الأرض.

## السجود في القرآن

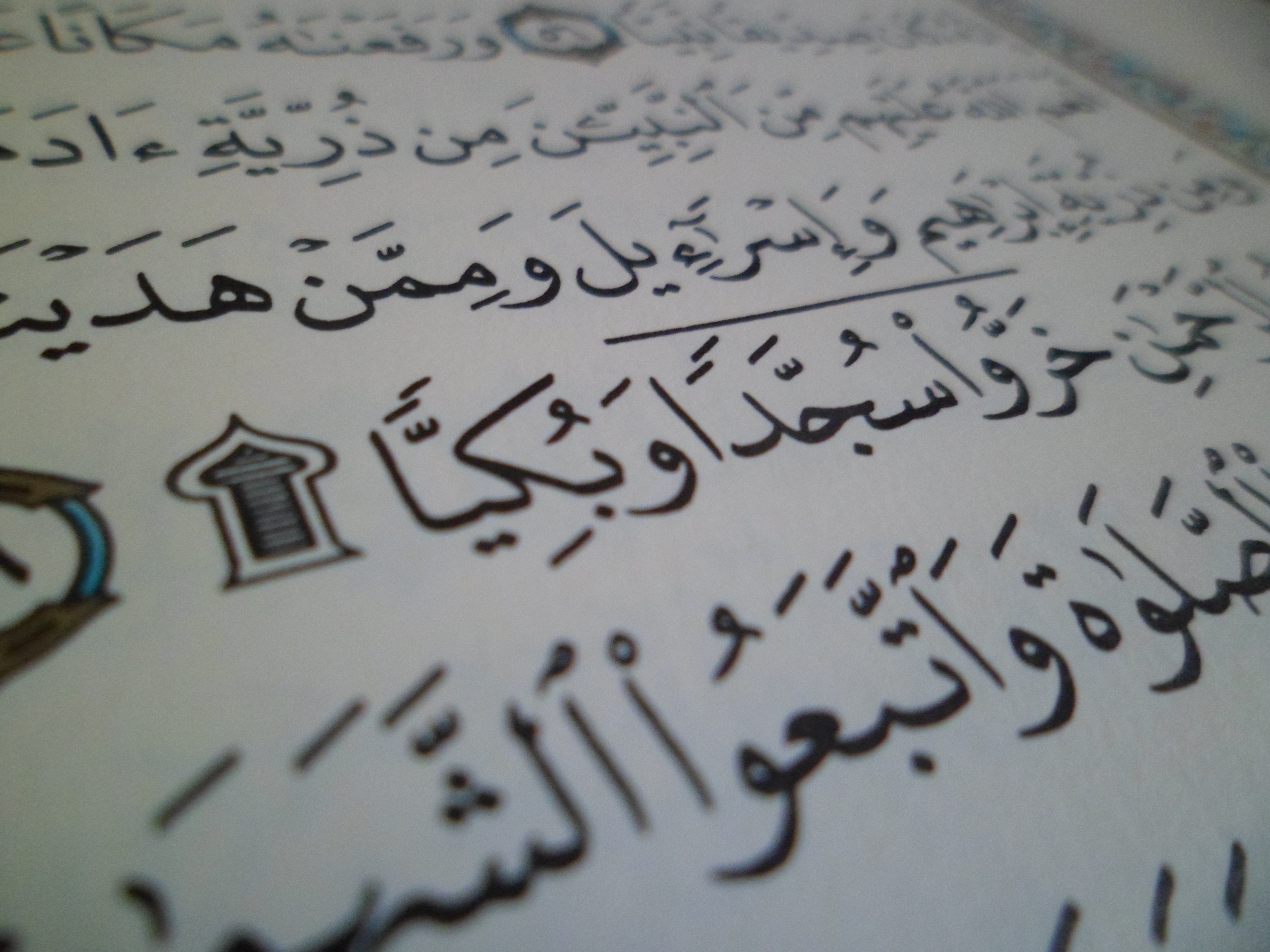
موضع السجدة في سورة مريم.

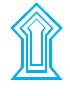
رمز السجدة في المصاحف المطبوعة المعاصرة.

ورد في القرآن الكريم مادة السجود بمختلف مشتقاتها 92 مرة منها 28 مرة حول المساجد وأحكامها و 64 مرة حول أنواع السجود منها 24 مرة حول سجود الملائكة ورفض إبليس و 38 مرة حول سجود السماوات والأرض والنجم والشمس والقمر والملائكة والبشر والظلال وبقية الموجودات بنحو الإشارة والإجمال.

## فضل السجود

### في القرآن الكريم
- من سمات المؤمنين أن سيماهم في وجوههم من آثر السجود ﴿مُحَمَّدٌ رَسُولُ اللَّهِ وَالَّذِينَ مَعَهُ أَشِدَّاءُ عَلَى الْكُفَّارِ رُحَمَاءُ بَيْنَهُمْ تَرَاهُمْ رُكَّعًا سُجَّدًا يَبْتَغُونَ فَضْلًا مِنَ اللَّهِ وَرِضْوَانًا سِيمَاهُمْ فِي وُجُوهِهِمْ مِنْ أَثَرِ السُّجُودِ ذَلِكَ مَثَلُهُمْ فِي التَّوْرَاةِ وَمَثَلُهُمْ فِي الْإِنْجِيلِ كَزَرْعٍ أَخْرَجَ شَطْأَهُ فَآزَرَهُ فَاسْتَغْلَظَ فَاسْتَوَى عَلَى سُوقِهِ يُعْجِبُ الزُّرَّاعَ لِيَغِيظَ بِهِمُ الْكُفَّارَ وَعَدَ اللَّهُ الَّذِينَ آمَنُوا وَعَمِلُوا الصَّالِحَاتِ مِنْهُمْ مَغْفِرَةً وَأَجْرًا عَظِيمًا ۝٢٩﴾ [الفتح:29]

### في السنة النبوية
- عن أبي هريرة  أن رسول الله ﷺ قال: «أقرب ما يكون العبد من ربه وهو ساجد، فأكثروا الدعاء»[1]
- تحريم مواضع السجود علي النار؛ لما روى أبو هريرة  في حديث طويل وفيه: «حتى إذا أراد الله رحمة من أراد من أهل النار، أمر الله الملائكة أن يخرجوا من كان يعبد الله، فيخرجونهم، ويعرفونهم بآثار السجود، وحرّم الله على النار أن تأكل أثر السجود. فيخرجون من النار، فكل ابن آدم تأكله النار إلا أثر السجود»[2]
- رفعة الدرجات وحط الخطايا ؛ لما أخرج مسلم في صحيحه عن ثوبان مولى رسول الله ﷺ، وفيه: «عليك بكثرة السجود لله، فإنك لا تسجد لله سجدة إلا رفعك الله بها درجة، وحط عنك بها خطيئة»[3]
- معرفة الرسول ﷺ لأهل السجود يوم القيامة مع كثرة الخلائق؛ لما روى عبد الله بن بسر المازني  عن رسول الله ﷺ أنه قال: «ما من أمتي من أحد إلا وأنا أعرفه يوم القيامة قالوا: وكيف تعرفهم يا رسول الله في كثرة الخلائق؟ قال: أرأيت لو دخلت صيرة فيها خيل دهم بهم، وفيها فرس أغر محجل، أما تعرفه منها؟ قال: بلى. قال: فإن أمتي يومئذ غر من السجود محجلون من الوضوء»[4]
- بكاء الشيطان؛ لما أخرج مسلم في صحيحه عن أبي هريرة  قال: قال رسول الله ﷺ: «إذا قرأ ابن آدم السجدة فسجد، اعتزل الشيطان يبكي، يقول: يا ويله ( وفي رواية أبي كريب: يا وَيْلي ). أمر ابن آدم بالسجود فسجد فله الجنة، وأمرت بالسجود فأبيت فلي النار»[5][6]

## أنواع السجود

### سجود الصلاة
وهو ركن من أركان الصلاة، فمن تركه بطلت صلاته، وسجود الصلاة يكون مرتين في الركعة الواحدة.

### سجود السهو
السهو في اللغة: هو الغفلة والنسيان والذهول عن الشيء.
واصطلاحاً: سجدتان يسجدهما المصلي لجبر ما كان في الصلاة من خلل بزيادة أو نقص أو شك.
من صفات الإنسان أنه ينسى، فإن سهى الإنسان في الصلاة فزاد أو أنقص في عدد الركعات، أو نسي أحد واجبات الصلاة (وليس أركانها)، أو حتى إن شك، فيجب عليه أن يسجد سجود السهو.

### سجود التلاوة
من قرأ آية سجدة في القران الكريم يستحب له أن يسجد سجدة واحدة، ويسمى هذا سجود التلاوة وهو لا تشهد فيه ولا تسليم ولا تكبير على خلاف بين أهل العلم في ذلك، وفي القرآن الكريم خمسة عشر موضعاً للسجود فعن عمرو بن العاص:«أن رسول الله ﷺ أقرأه خمس عشرة سجدة في القرآن منها ثلاث في المفصل وفي الحج سجدتان».

### سجود الشكر
يستحب أن يسجد المسلم سجدة الشكر إذا حدثت له نعمة أو صرف عنه أذى، فعن أبي بكر أن النبي صلى الله عليه وسلم كان إذا أتاه أمر يسره أو بشر به خر ساجداً لله.

## كيفية السجود

### سجود الصلاة
السجود يكون على أعضاء السجود السبع:
- أطراف أصابع القدمين.
- الركبتين.
- اليدين.
- الأنف والجبهة.[11]

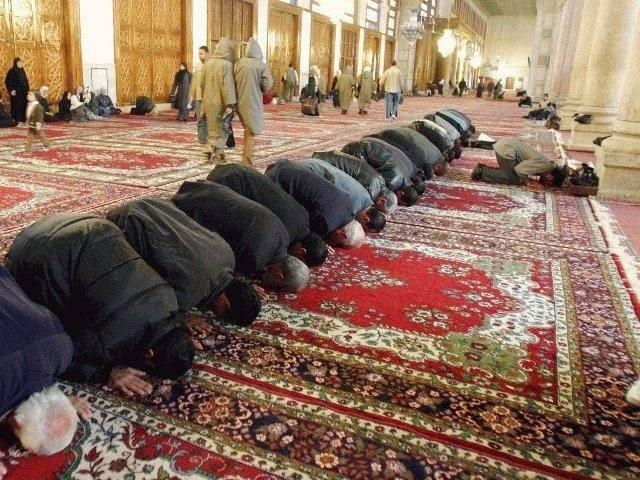
السجود جزء من الصلاة في الإسلام

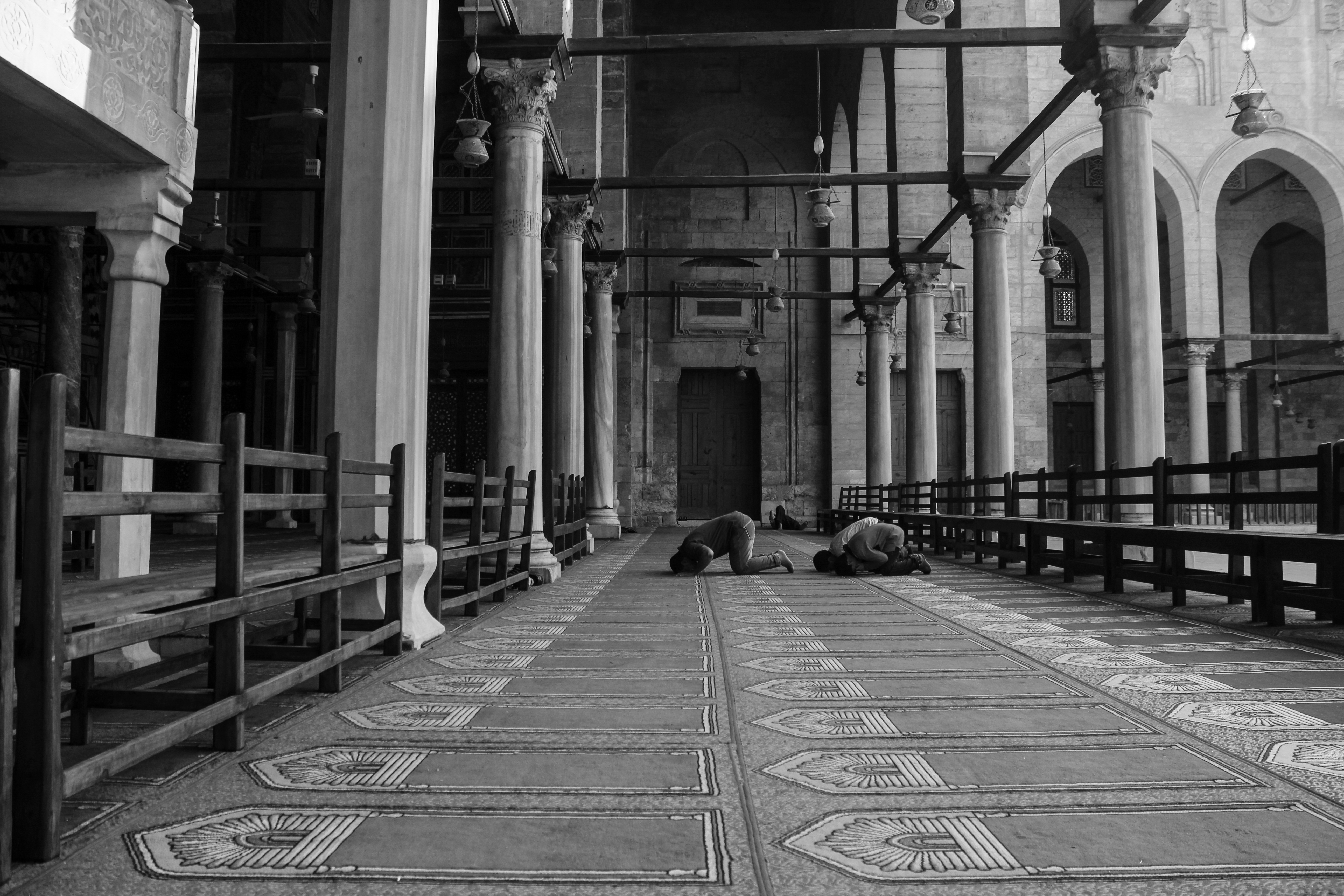

قال ﷺ: «أمرت أن أسجد على سبعة أعظم، على الجبهة وأشار بيده إلى أنفه، والكفين، والركبتين، وأطراف القدمين»

فلا بد أن يباشر المسلم كل واحد من هذه الأعضاء موضع السجود وحسب الإمكان 

ويقول: سبحان ربي الأعلى مرة أو أكثر، ويستحب أن يقولها ثلاث مرات، ويسن الدعاء لقول النبي ﷺ: «أقرب ما يكون العبد من ربه وهو ساجد، فأكثروا الدعاء»

### سجود السهو
سجود السهو يشابه سجود الصلاة، حيث يسجد سجدتين ويقول فيهما مثل ما يقول في سجود الصلاة، واختلف العلماء في موضع السجود قبل أم بعد التسليم،
ويكون الاختلاف في موضع السجود حسب سبب السهو:
1. إذا كان السبب السهو زيادة فإن سجود السهو يكون بعد السلام، ويدل على ذلك أن النبي  حين صلى خمساً فذكروه بعد السلام فسجد بعد السلام ولا يقال أن النبي  سجد بعد السلام هنا ضرورة أنه لم يعلم إلا بعد السلام هو كذلك لكننا نقول لو كان الحكم يختلف عما فعل لقال لهم  إذا علمتم بالزيادة قبل أن تسلموا فاسجدوا لها قبل السلام فلما أقر الأمر على ما كان عليه علم أن سجود السهو للزيادة يكون بعد السلام.[14]
2. أما إن كان سبب السهو نقص فإن سجود السهو يكون قبل السلام، ويدل على ذلك حديث عبد الله بن بحينة «أن الرسول  صلى بهم الظهر فقام من الركعتين ولم يجلس فلما قضى الصلاة وانتظر الناس تسلميه كبر  وهو جالسٌ فسجد سجدتين ثم سلم».[14]
3. وإذا كان سبب السهو شك فهناك حالتين:

- أن يغلب على ظنه أحد الأمرين إما زيادة وإما نقص فيبني على غالب ظنه، فيسجد بعد السلام، كما في حديث ابن مسعودٍ : «إذا شك أحدكم في صلاته فليتحر الصواب ثم ليبني عليه وليسجد سجدتين بعد ما يسلم هكذا قال النبي  أو معناه».[14]
- أما أن شك أنه زاد أو أنقص دون أن يغلب على ظنه أحد الأمرين فإنه يبني على اليقين وهو الأقل ثم يتم عليه ويسجد سهواً قبل السلام.[14]

### سجود التلاوة
يشترط في سجود التلاوة تكبير وتسليم إذا لم يكن في صلاة، وإذا كان في صلاة فيجب عليه أن يكبر ساجداً ورافعاً، ويقول في سجود التلاوة مثل ما يقول في سجود الصلاة ويشرع أن يدعو بأدعية أخرى كما ورد عن النبي صلى الله عليه وسلم: «اللهم لك سجدت وبك آمنت ولك أسلمت، سجد وجهي للذي خلقه وصوره وشق سمعه وبصره بحوله وقوته تبارك الله أحسن الخالقين».
ولا يشترط أيضاً لسجود التلاوة “بنفسه” طهارة.

### سجود الشكر
سجود الشكر يكون مثل سجود الصلاة يقول سبحان ربي الأعلى ويشكر الله على ما أنعم عليه به ويدعو بما شاء، ولا يشترط فيه طهارة.